# Richelieu Rock
Skała Richelieu (Richelieu Rock)  – skała w Tajlandii położona na Morzu Andamańskim, ok. 200 km na północ od wyspy Phuket i ok. 80 km na północny zachód od Khao Lak.
Nurkowanie w okolicach Richelieu Rock daje okazję do zobaczenia bogactwa fauny morskiej od małych stworzeń jak koniki morskie, ślimaki i krewetki, poprzez mątwy, barakudy, dorsze, tuńczyki, płaszczki, na wielkich rekinach wielorybich skończywszy. Flora podwodna składa się z wielu gatunków korali twardych, miękkich, gąbek.
Skałę można oglądać na głębokości 5-35 metrów. Zdarzają się tam silne prądy morskie.
Widoczność jest dobra i zależy od warunków pogodowych i waha się w granicach od 15 do 35 metrów.
Sezon na nurkowanie: od listopada do maja.
Temperatura wody: 26-29 stopni Celsjusza.